# Palazzo Gatteschi
Palazzo Gatteschi è un edificio di Pistoia, costruito dall'architetto Francesco Maria Gatteschi e dimora della nobile famiglia Gatteschi, in via del Can Bianco.
L'edificio è celebre per avere al suo interno uno dei più piccoli teatri al mondo.

## Teatrino Gatteschi
Il teatrino Gatteschi è il teatro privato della famiglia Gatteschi e dei suoi ospiti all'interno del palazzo. Con i suoi 20 posti è uno dei più piccoli teatri al mondo.
Costruito attorno al XVIII secolo, è stato successivamente utilizzato come magazzino e fondaco, fino al 2014 quando dopo un restauro è stato ripristinata la sua funzione originale.